# Шорохова, Валентина Ильинична
Валентина Ильинична Шорохова — советская доярка, передовик сельского хозяйства, Герой Социалистического Труда, депутат Верховного Совета РСФСР.

## Биография
Родилась в 1938 году в деревне Егорье Козельского района в то время Смоленской, с 1944 года Калужской области.
В 1954 году начала трудиться дояркой в колхозе «Путь Ильича» (Козельский район). В 1961 году с семьёй переехала на Сахалин и с того времени жила в посёлке Березняки Южно-Сахалинского района (в 1965—1995 годах в Анивском районе, ныне в составе городского округа «Южно-Сахалинск»). Работала дояркой, а затем оператором машинного доения (мастер машинного доения I класса) отделения Березняки совхоза «Комсомолец» Анивского района. Инициатор соревнования за повышение продуктивности. Увеличила надои молока от каждой фуражной коровы от 3790 кг в 1965 году до 4806 кг в 1970 году (в среднем по 4700 кг от каждой из 25 закреплённых за ней коров).
Указом Президиума Верховного Совета СССР от 8 апреля 1971 года ей присвоено звание Героя Социалистического Труда с вручением ордена Ленина и золотой медали «Серп и Молот».
Была депутатом Верховного Совета РСФСР 8-го созыва (1971—1975 годы) от Корсаковского избирательного округа № 639.
Постановлением ЦК КПСС, Совета Министров СССР № 1060 от 3 ноября 1983 года «за выдающиеся достижения в труде, увеличение производства высококачественной продукции животноводства на основе эффективного использования достижений науки, передовой практики и новых форм организации труда» удостоена Государственной премии СССР 1983 года